# Bonaventura da Fasano
Bonaventura da Fasano (Fasano, XVII secolo – Barletta, 1665) è stato un religioso italiano.

## Biografia
Nella sua vita si occupò di studi importanti, tra cui la pubblicazione in latino della Storia della Provincia minoritica di Bari.
In quest'opera, il frate osservante fasanese, ricostruisce la storia di tutti i conventi dei Frati Minori Osservanti della Provincia di San Nicola (provincia dei Frati Osservanti che comprendeva la Puglia, allora divisa nella Terra di Bari e nella Terra d'Otranto e parte della Basilicata) e narrava le vicende di tutti i frati che si distinsero al loro interno dal 1222 al 1665. L'importanza dell'opera deriva dall'altissimo pregio storico, ma anche dal fatto che sia stata stampata, nel 1657, dalla prima tipografia impiantata nella città di Bari.
Dal 1647 fu Ministro Provinciale della sua Provincia e dimorò presso il convento "Santa Maria Vetere" di Andria, morì nel 1665 a Barletta dove è sepolto presso la chiesa di Sant'Andrea.
| Controllo di autorità | VIAF (EN) 123932989 · ISNI (EN) 0000 0000 8573 8338 · CERL cnp01271702 · LCCN (EN) n2012003715 · GND (DE) 142250457 |